# Sphagnum personatum
Sphagnum personatum är en bladmossart som beskrevs av Roivainen 1937. Sphagnum personatum ingår i släktet vitmossor, och familjen Sphagnaceae. Inga underarter finns listade i Catalogue of Life.